# Румен Чандъров
Румен Чандъров е български бизнесмен, спортен деятел, Президент на ПФК Септември (София) от 2015 г. Той е собственик на два хотела в Слънчев бряг – ДИТ Маджестик Бийч Резорт и ДИТ Еврика Бийч Клуб Хотел чрез ДИТ Груп (Дългосрочни инвестиции в туризма), заедно с брат си Ваклин Чандъров. Базата разполага с около 3000 легла, а освен това и с естествено затревен терен, покрит такъв с изкуствена трева и 3 по-малки с открито игрище за джитбол и минифутбол с изкуствена трева.
Бизнесът на Румен Чандъров и брат му Ваклин Чандъров се свързва най-вече с туризма, те притежават хотели не само в България, но инвестиции се правят и в други отрасли. През 2011 г. Румен Чандъров започва свой проект, наречен ДИТ Спорт, като изгражда собствена детско-юношеска футболна школа и стартира отбори в различните възрастови групи. Футболна академия ДИТ е базирана в квартал „Драгалевци“, като базата е сред най-добрите в София. Разполага с терен с естествена настилка с места за около 1700 зрители, а също и със зала, 3 игрища с изкуствена трева и тенис-кортове. Съоръжението приема едно от детско-юношеските първенства в София – по футбол 7. Школата на ДИТ е сред двете най-бързо развиващи се в България, заедно с тази на „Лудогорец“. В нея се привличат най-големите таланти от цяла България, които се настаняват в комплекса „Царско село“.
През януари 2015 Румен Чандъров купува третодивизионния клуб „Конелиано“, заедно с базата му в Герман, и го премества в Драгалевци през пролетния полусезон на 2014/15 във В АФГ. Под негово управление отборът достига от зоната на изпадащите до 10 място в групата и запазва статута си. През май 2015 г. Чандъров закупува и контролния пакет акции в столичния клуб „Септември“, като към него се влива „Конелиано“. Така „Септември“ се включва от първенството 2015/16 в Югозападната В група. По-късно „Конелиано“ е възстановен като отделен клуб и се състезава в СРГ-Юг от следващия сезон.
През август 2015 г. на базата на „Септември“ в Разсадника започва изграждането на футболен стадион с нова административна сграда, изкуствена трева, трибуни и осветление. Амбицията на новото ръководство за завръщане на „Септември“ в професионалния футбол е реализирана още през сезон 2016/17, когато „септемврийци“ се включват в новосформираната Втора лига.
От април до септември 2016 г., във връзка с ангажирането си с „Ботев Пловдив“, Румен Чандъров прехвърля управлението на „Септември“ към Ваклин Чандъров. В началото на септември, обаче, след конфликт с феновете на пловдивчани, Румен Чандъров се отказва от ръководните позиции в клуба и отново насочва дейността си основно към развитието на столичния клуб.